# Ortiga (Fátima)

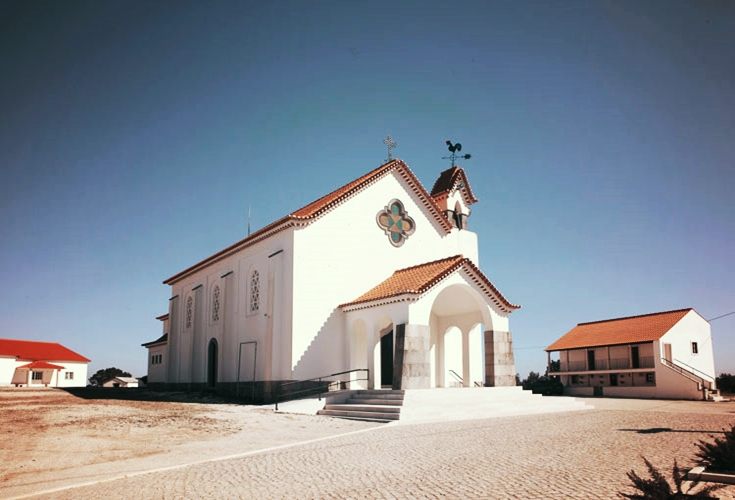
O Santuário de Nossa Senhora da Ortiga na freguesia de Fátima, em Portugal.

Ortiga é um lugar na freguesia de Fátima, no concelho de Ourém, distrito de Santarém, pertencente à província da Beira Litoral, na região do Centro e sub-região do Médio Tejo, em Portugal.
Neste lugar situa-se o famoso Santuário de Nossa Senhora da Ortiga, local de uma antiga aparição de Nossa Senhora a uma pastorinha muda que se curou milagrosamente, e o qual é amplamente devotado pelos católicos portugueses.